# Initia HC Hasselt
Initia HC Hasselt ist ein Handballverein aus der belgischen Stadt Hasselt. Die Herrenmannschaft, die 1971 gegründet wurde, spielt in der Saison 2013/14 in der höchsten belgischen Spielklasse, der 1e nationale KBHB, und der Beneluxliga. Die Frauenabteilung wurde 1976 gegründet und nimmt ebenfalls an der höchsten Spielklasse der Damen teil.

## Männer
- 13 × Belgischer Meister 1984, 1985, 1986, 1993, 1994, 1995, 1996, 1997, 1998, 1999, 2011, 2013 und 2014
- 10 × Belgischer Pokalsieger 1984, 1990, 1991, 1995, 1998, 1999, 2003, 2010, 2012 und 2014
- Beneluxliga 
  - Meister 2014, 2016
  - Vizemeister 2012

Zwischen 1993 und 2000 erreichte die Herrenmannschaft in jeder Saison die Runde der letzten 32 in der EHF Champions League. Im neuen Jahrtausend spielte man im EHF-Pokal 2000/01 und 2011/12, im Europapokal der Pokalsieger 2003/04 sowie im EHF Challenge Cup 2001/02, 2010/11 und 2012/13, wo man das Viertelfinale erreichte. Im EHF Challenge Cup 2013/14 schied man in der 3. Runde aus.

## Bekannte ehemalige Spieler
- Cezar Drăgăniță
- Mieczysław Wojczak (1981–1986, Spielertrainer)

## Frauen
- 10× Belgischer Meister 1987, 1988, 1989, 1990, 1991, 1992, 1993, 1994, 1995 und 1996
- 11× Belgischer Pokalsieger 1982, 1983, 1986, 1987, 1989, 1990, 1991, 1992, 1993, 1996 und 2011

Die Frauenmannschaft kam in der Champions League 1993/94 ins Achtelfinale und 1995/96 ins 1/16-Finale. Im EHF-Pokal 2001/02 schied man in der 2. Runde, im Challenge Cup 2002/03 in der 3. Runde und im Europapokal der Pokalsieger 2011/12 bereits in der 1. Runde aus.